# Oberleitungsbus Tychy
| Oberleitungsbus Tychy                 | Oberleitungsbus Tychy     |
| ------------------------------------- | ------------------------- |
| Solaris Trollino 12MB auf der Linie B |                           |
| Streckenlänge:                        | 40,1 km                   |
| Stromsystem:                          | 660 V =                   |
|                                       |                           |
| Eröffnung:                            | 30. September 1982        |
| Betreiber:                            | Tyskie Linie Trolejbusowe |
| Linien:                               | 6                         |
| Unterwerke:                           | 2                         |

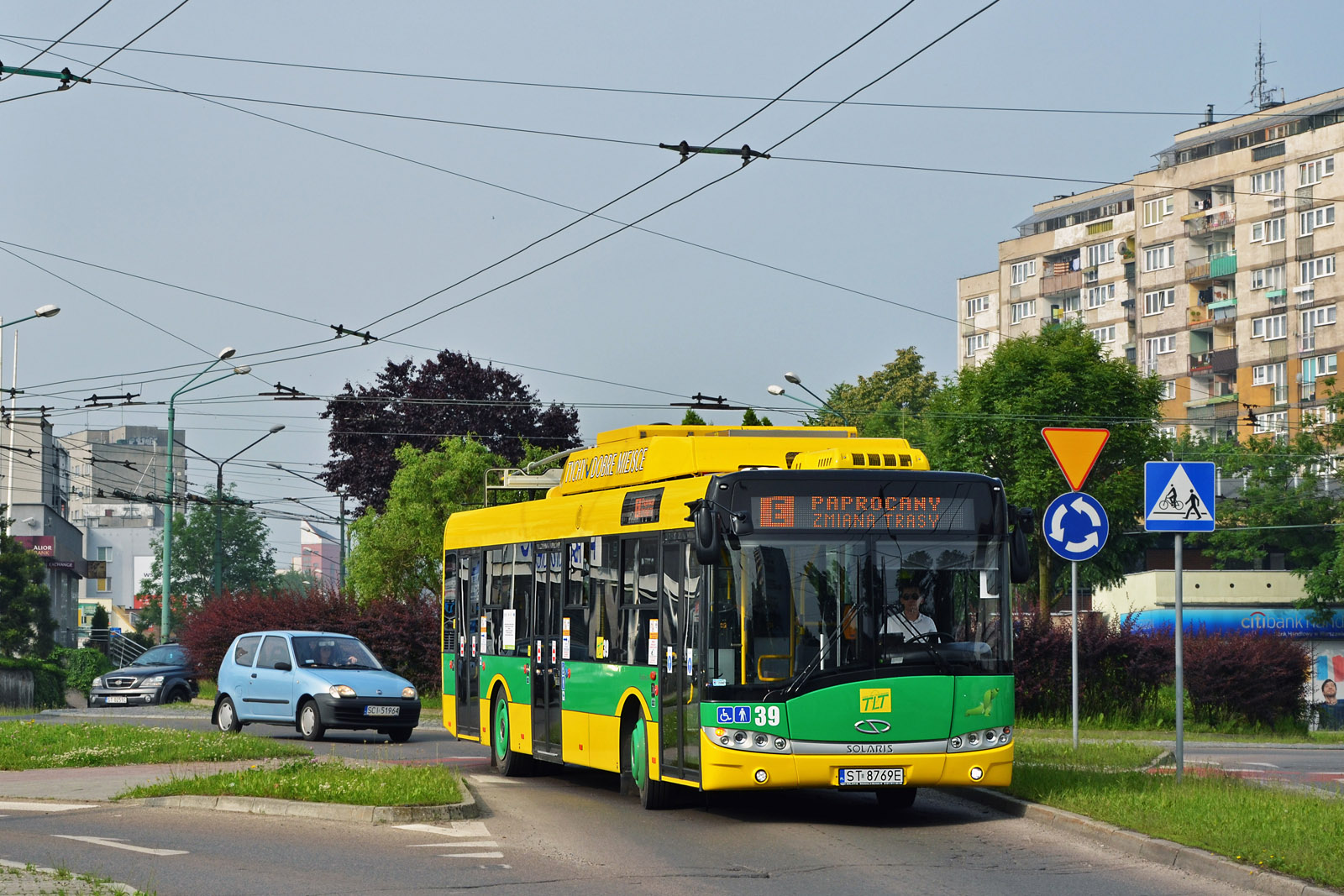
Solaris Trollino 12 auf der Linie E auf Akkubetrieb (während Umleitung)

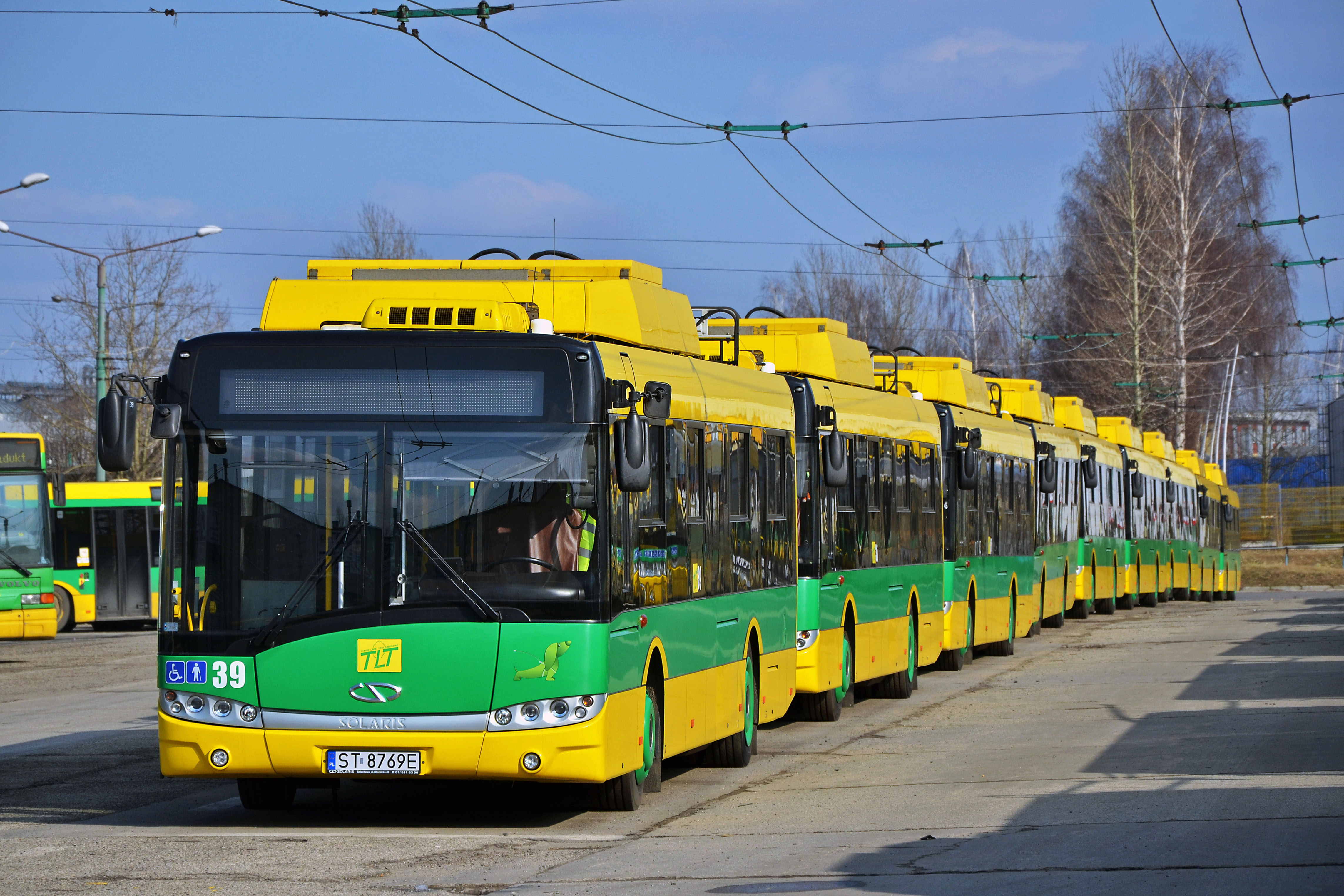
Abgestellte Wagen im Depot

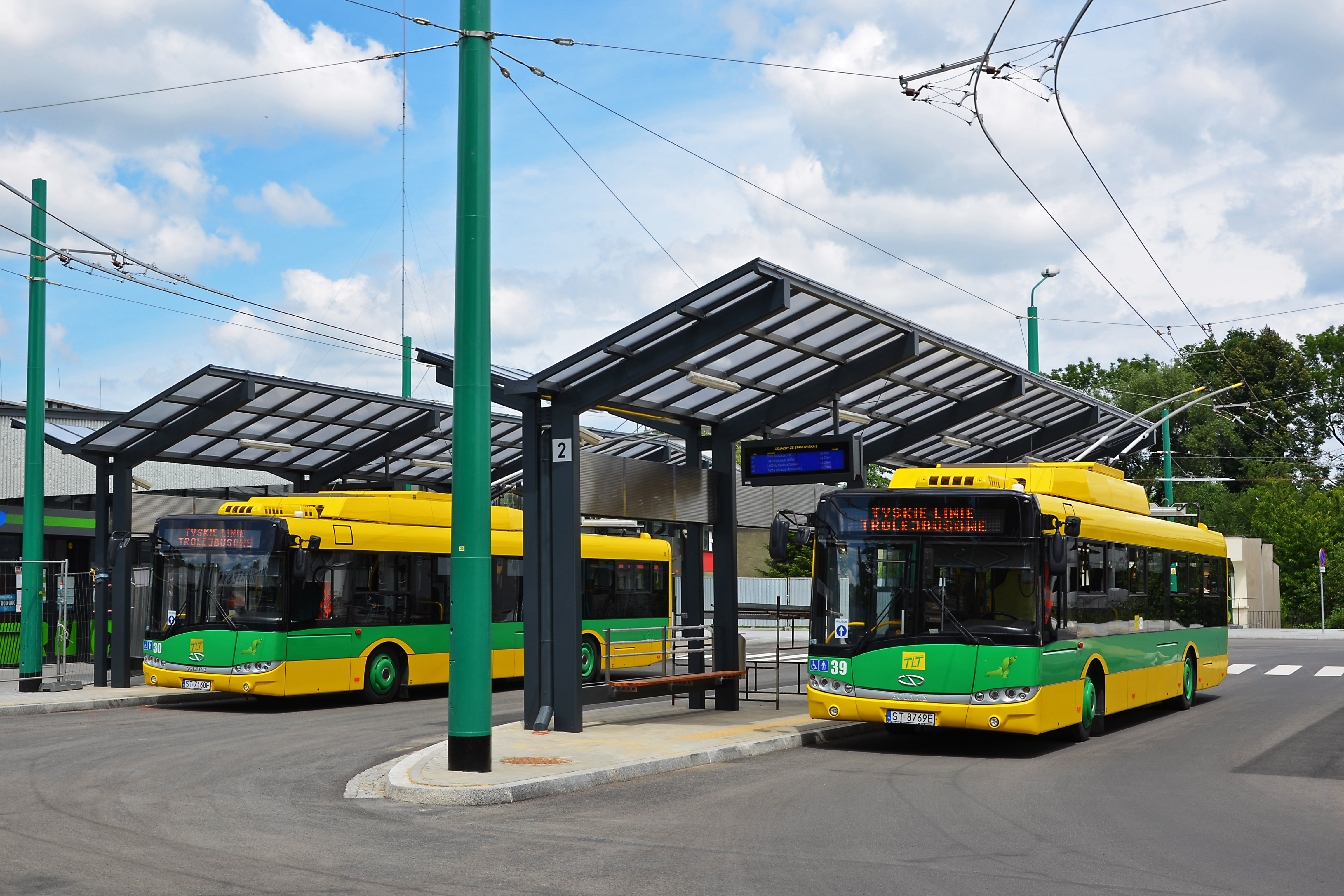
Zwei Solaris Trollino 12MB am Bahnhof Tychy

Der Oberleitungsbus Tychy ist das Oberleitungsbussystem der Stadt Tychy (deutsch Tichau) in Oberschlesien. Neben Gdynia und Lublin ist es das jüngste und kleinste von drei verbliebenen Oberleitungsbussystemen in Polen. Es werden fünf Linien bedient, das zuständige Verkehrsunternehmen heißt Tyskie Linie Trolejbusowe (kurz TLT). Im Gegensatz dazu ist für den städtischen Autobusverkehr die Gesellschaft PKM Tychy zuständig. Der Oberleitungsbus Tychy besteht seit dem 30. September 1982, die erste versuchsweise betriebene Linie war vier Kilometer lang. Alle Linien gehören zum kommunalen Verkehrsverbund ZTM.

## Fahrzeuge
2015 befanden sich zusammen 21 niederflurige Solowagen im Bestand.
| Hersteller | Typ         | Baujahre  | niederflurig | Anzahl | Nummern             |
| ---------- | ----------- | --------- | ------------ | ------ | ------------------- |
| Solaris    | Trollino 12 | 2002–2013 | ja           | 21     | 003-007, 011, 25-39 |

Im Jahr 2021 befanden sich 31 Busse im Bestand. Gegenüber dem Jahre 2015 waren folgende Fahrzeuge hinzugekommen:
- 3 Solaris Trollino 12 MD: Sie besitzen LTO-Traktionsbatterien. Diese ermöglichen bis zu 30 km Fahrt außerhalbe des Oberleitungsnetzes. Fahrzeugnummern 40 bis 42
- 6 Solaris Trollino 12 MD Elektro mit größerer LTO-Batterie, welche Fahrten von bis zu 70 km ohne Oberleitung möglich machen. Fahrzeugnummern 43 bis 48
- 4 Solaris Trollino 12 S mit Skoda Electric-Antrieb. Fahrzeugnummern 21 bis 23
- Der Bus mit der Fahrzeugnummer 024 ist ein Skoda 14Tr. Er wird gegenwärtig (d. h. 2024) renoviert und soll als historisches Fahrzeug im Bestand geführt werden.
- Neben den Oberleitungsbussen gibt es noch 2 Elektrobusse Solaris Urbino 12 electric mit den Fahrzeugnummern 01 und 02. Sie verkehren auf der Linie H und können mit einer Ladung bis zu 160 km weit fahren.[2]

Laut einer Pressemitteilung von Solaris werden bis Anfang 2026 18 weitere Trollino 12 nach Tychy geliefert. Sie sie werden mit einer Traktionsbatterie ausgerüstet, was einen Einsatz der Busse auch außerhalb der Oberleitung ermöglicht.

## Linien
Derzeit verkehren sieben Oberleitungsbuslinien wie folgt:
| Linie | Strecke |
| ----- | --- |
| A     | Nexteer – TESCO – Paprocańska – Piłsudskiego – Szkoła 35 – Skałka – Os. K – Os. R – Stoczniowców – Harcerska – Hotelowiec – E.LECLERC – Andersa – Dw.PKP T-bus – Ruch – Carboautomatyka – E.LECLERC – Hotelowiec Begonii – Harcerska – Stoczniowców – Os. R – Os. K – Skałka – Hale Targowe "Centrum" – Szkoła 35 – Piłsudskiego – Paprocańska – TESCO – Nexteer – Adex – ISUZU – Przemysłowa – Mera – Skała – Almi – Nexteer |
| B     | Paprocany Pętla T-bus – Paprocany Dymarek – Os. T – Os. O – Lodowisko – Szpital Wojewódzki – Filaretów – Edukacji – Technikum – Bielska – Hotelowiec – E.LECLERC – Andersa – Dw.PKP T-bus – Ruch – Carboautomatyka – E.LECLERC – Hotelowiec – Stadion – Technikum – Edukacji – Filaretów – Szpital Wojewódzki – Lodowisko – Os. O – Os. T – Paprocany Dymarek – Paprocany Pętla T-bus |
| C     | Nexteer – TESCO – Paprocańska – Piłsudskiego – Szkoła 35 – Dmowskiego – Al. Jana Pawła II – Żwakowska – Harcerska – Hotelowiec – E.LECLERC – Andersa – Dw.PKP T-bus – Ruch – Carboautomatyka – E.LECLERC – Hotelowiec Begonii – Harcerska – Żwakowska – Al. Jana Pawła II – Dmowskiego – Hale Targowe "Centrum" – Szkoła 35 – Piłsudskiego – Paprocańska – TESCO – Nexteer – Adex – ISUZU – Przemysłowa – Mera – Skała – Almi – Nexteer |
| D     | Nexteer – TESCO – Paprocańska – Os. O – Lodowisko – Szpital Wojewódzki – Filaretów – Edukacji – Technikum – Bielska – Hotelowiec – E.LECLERC – Andersa – Dw.PKP T-bus – Ruch – Carboautomatyka – E.LECLERC – Hotelowiec – Stadion – Technikum – Edukacji – Filaretów – Szpital Wojewódzki – Lodowisko – Os. O – Paprocańska – TESCO – Nexteer – Adex – ISUZU – Przemysłowa – Mera – Skała – Almi – Nexteer |
| E     | Paprocany Pętla T-bus – Paprocany Dymarek – Os. T – Os. O – Śródmieście – Tychy Miasto – Grota Roweckiego – Elfów – Technikum – Bielska – Hotelowiec – E.LECLERC – Andersa – Dw.PKP T-bus – Ruch – Carboautomatyka – E.LECLERC – Hotelowiec – Stadion – Technikum – Elfów – Grota Roweckiego – Tychy Miasto – Śródmieście – Os. O – Os. T – Paprocany Dymarek – Paprocany Pętla T-bus |
| F     | Szpital Wojewódzki – Filaretów – Edukacji – Elfów – Roweckiego – Dmowskiego – Skałka – Osiedle K – Osiedle R – Stoczniowców – Hetmańska – Harcerska – Hotelowiec – Stadion – Pływalnia – Edukacji – Filaretów – Szpital Wojewódzki – Wyszyńskiego – Lodowisko – Osiedle O – Piłsudskiego – Hala Sportowa – Dmowskiego – Roweckiego – Elfów – Pływalnia – Bielska – Begonii – Harcerska – Hetmańska – Stoczniowców – Osiedle R – Osiedle K – Skałka – Hale Targowe – Hala Sportowa – Piłsudskiego – Osiedle O – Lodowisko – Wyszyńskiego – Szpital Wojewódzki |
| G     | Sikorskiego Wiadukt – Osiedle Z1 – Osiedle Z – Jezioro Paprocańskie – Paprocany Pętla – Paprocany Dymarek – Osiedle W – Sikorskiego Kościół – Cztery Pory Roku – Osiedle L – Osiedle R – Stoczniowców 70 – Hetmańska – Harcerska – Hotelowiec – Stadion – Pływania – Elfów – Gen. Grota Roweckiego – Rondo Cassino – Śródmieście – Osiedle O – Osiedle T – Paprocany Dymarek – Paprocany Pętla – Jezioro Paprocańskie – Osiedle Z – Osiedle Z1 – Sikorskiego Wiadukt                                                                                         |